# Индия на летних Олимпийских играх 1984
Индия принимала участие в Летних Олимпийских играх 1984 года в Лос-Анджелесе (США) в шестнадцатый раз за свою историю, но не завоевала ни одной медали.

## Результаты соревнований

### Бокс
Мужчины
| Соревнование | Спортсмены      | Первый раунд                | Второй раунд               | Четвертьфинал        | Полуфинал            | Финал                |
| Соревнование | Спортсмены      | Соперник Результат          | Соперник Результат         | Соперник Результат   | Соперник Результат   | Соперник Результат   |
| ------------ | --------------- | --------------------------- | -------------------------- | -------------------- | -------------------- | -------------------- |
| до 63,5 кг   | Джаслал Прадхан | Дхеви Унпонмаха (THA) П 0-5 | Завершил выступление       | Завершил выступление | Завершил выступление | Завершил выступление |
| до 91 кг     | Калик Сингх     | Нассам Аджуб (SYR) В 5-0    | Анджело Мусоне (ITA) П 5-0 | Завершил выступление | Завершил выступление | Завершил выступление |

### Борьба
Мужчины
| Категория | Спортсмены       | Первый раунд           | Второй раунд         | Третий раунд         | Полуфинал            | Полуфинал               | Финал                    | Место                |
| Категория | Спортсмены       | Соперник Результат     | Соперник Результат   | Соперник Результат   | Соперник Результат   | Соперник Результат      | Соперник Результат       | Место                |
| --------- | ---------------- | ---------------------- | -------------------- | -------------------- | -------------------- | ----------------------- | ------------------------ | -------------------- |
| до 48 кг  | Сунил Дутт       | Сон (KOR) П 0-4        | Андерсон (SWE) П 1-3 | Завершил выступление | Завершил выступление | Завершил выступление    | Завершил выступление     | 7                    |
| до 52 кг  | Махабир Сингх    | Олвера (MEX) В 4-0     | Дьяо (SEN) В 4-0     | Гонзалес (USA) В 4-0 | Такада (JPN) П 0-4   | Трстена (YUG) П 0-4     | Сейханлы (TUR) П 0,5-3,5 | 6                    |
| до 57 кг  | Рохтас Сингх     | Н’Кондаг (CMR) В 4-0   | Лесли (PAN) В 4-0    | Томияма (JPN) П 0-4  | Томияма (JPN) П 0-4  | Какерес (PUR) П 0,5-3,5 | Соров (YUG) В 3-1        | 5                    |
| до 62 кг  | Гиан Сингх       | Браун (AUS) П 1-3      | Данбар (GBR) В 3-1   | Льюис (USA) П 0-4    | Завершил выступление | Завершил выступление    | Завершил выступление     | Завершил выступление |
| до 68 кг  | Джагмандер Сингх | Мансур (ESA) В 4-0     | Ю (KOR) П 0-4        | Брюлон (FRA) В 3-1   | Секер (TUR) П 0-4    | Завершил выступление    | Завершил выступление     | Завершил выступление |
| до 74 кг  | Раджиндер Сингх  | Хигути (JPN) В 3-1     | Заяр (SYR) В 3-1     | Олавале (NGR) В 3-1  | Кносп (FRG) П 0-4    | Монгеон (CAN) В 3,5-0,5 | Сейди (YUG) П 1-3        | 4                    |
| до 90 кг  | Джай Пракаш      | Рахман (IRQ) В 3-1     | Аззола (ITA) П 0-4   | Завершил выступление | Завершил выступление | Завершил выступление    | Завершил выступление     | Завершил выступление |
| до 100 кг | Картар Сингх     | Густавссон (SWE) В 4-0 | Атия (SYR) П 0-4     | Пушкашу (ROU) П 1-3  | Завершил выступление | Завершил выступление    | Завершил выступление     | 7                    |

### Лёгкая атлетика
Мужчины
| Дисциплина      | Спортсмен       | Предварительный раунд | Предварительный раунд | Полуфиналы | Полуфиналы | Финал     | Финал |
| Дисциплина      | Спортсмен       | Результат             | Место                 | Результат  | Место      | Результат | Место |
| --------------- | --------------- | --------------------- | --------------------- | ---------- | ---------- | --------- | ----- |
| 800 м           | Чарльз Борромео | 1:51,52               | 45                    | —          | —          | —         | —     |
| ходьба на 20 км | Чанд Рам        |                       |                       |            |            | 1:30:06   | 22    |
| метание копья   | Гуртедж Сингх   | 77,08 м               | 25                    | —          | —          | —         | —     |

Женщины
| Дисциплина | Спортсмен                                          | Предварительный раунд | Предварительный раунд | Полуфиналы | Полуфиналы | Финал     | Финал |
| Дисциплина | Спортсмен                                          | Результат             | Место                 | Результат  | Место      | Результат | Место |
| ---------- | -------------------------------------------------- | --------------------- | --------------------- | ---------- | ---------- | --------- | ----- |
| 800 м      | Шайни Абрахам                                      | 2:04,69               | 16                    | 2:05,42    | 15         | —         | —     |
| 3000 м     | Гита Зутши                                         | 9:40,63               | 24                    | —          | —          | —         | —     |
| 400 м с/б  | П. Т. Уша                                          | 56,81                 | 5                     | 55,54      | 3          | 55,42     | 4     |
| 400 м с/б  | М. Д. Валсамма                                     | 1:00,03               | 22                    | —          | —          | —         | —     |
| 4×400 м    | Вандана Рао М. Д. Валсамма Шайни Абрахам П. Т. Уша | 3:33,85               | 7                     |            |            | 3:32,49   | 7     |